# All the Lost Souls
All the Lost Souls ist das zweite Studioalbum des britischen Musikers James Blunt. Es wurde am 14. September 2007 veröffentlicht. Die erste Single 1973 wurde am 31. August veröffentlicht.

## Entstehung
Blunt schrieb fünf seiner Lieder auf der Back to Bedlam-Tour. Er testete sie daraufhin vor Livepublikum. Um die anderen Lieder zu schreiben, zog er im Sommer 2006 zurück nach Ibiza. Als er im Winter zurück auf die Insel kam, war sein Heizkessel gestohlen. In einem Interview erzählte er, dass er daraufhin mit Mantel, Hut und Handschuhen in seinem Zimmer saß und Klavier spielte und so neue Songs schrieb, die allerdings weniger fröhlich waren als die, die er im Sommer schrieb.
Tom Rothrock, der auch schon an Back to Bedlam mitarbeitete, produzierte und mixte das Album. Blunt war als Songwriter an allen seiner Lieder beteiligt.

## Cover
Das Cover ist ein Fotomosaik aus 1.000 Bildern. Die Bilder zeigen Blunt von seiner Kindheit bis in die Gegenwart.

## Titelliste
CD
1. 1973 – 4:40 – Blunt; Mark Batson
2. One of the Brightest Stars – 3:12 – Blunt; Steve McEwan
3. I’ll Take Everything – 3:05 – Blunt; Eg White
4. Same Mistake – 4:59 – Blunt
5. Carry You Home – 3:57 – Blunt; Max Martin
6. Give Me Some Love – 3:37 – Blunt
7. I Really Want You – 3:30 – Blunt
8. Shine On – 4:27 – Blunt
9. Annie – 3:29 – Blunt; Jimmy Hogarth
10. I Can’t Hear the Music – 3:45 – Blunt

CD + DVD
- Die 10 Standard-Lieder plus:

1. Love, Love, Love
2. Cuz I Love You (Live)
3. Young Folks (Live)
4. Breakfast In America (Live)
5. Primavera in Anticipo [Duett mit Laura Pausini]

DVD
1. Same Mistake (Live At Abbey Road)
2. I’ll Take Everything (Live At Abbey Road)
3. 1973 (Live At Abbey Road)
4. You’re Beautiful (Live In Paris)
5. Goodbye My Lover (Live In Paris)
6. Carry You Home (Live From Sydney Opera House)
7. Wisemen (Live In Ibiza)
8. One Of The Brightest Stars (Live In Ibiza)
9. 1973 (Video)
10. Same Mistake (Video)
11. Carry You Home (Video)
12. I Really Want You (Video)
13. Je Realisé feat. Sinik (Video)
14. Return To Kosovo (Documentary)
15. T5M (Interview Special)
16. Making Of 1973 (Video)
17. Making Of Same Mistake (Video)
18. Making Of Carry You Home (Video)
19. Making Of I Really Want You (Video)

## Singles

### 1973
Die erste Singleauskopplung war 1973. Die Single stieg in den deutschen Singlecharts auf Platz 2 ein und hielt sich dort 3 Wochen. In der Schweiz hielt es sich 8 Wochen auf Platz 1, in Österreich stieg es auf Platz 2 ein und avancierte dann zum Nummer-1-Hit. Zweites Lied der Single ist Dear Katie.

### Same Mistake
Die zweite Single war Same Mistake. Sie war nicht so erfolgreich wie 1973. In Deutschland kam die Single nur auf Platz 27. Eine Woche war die Single in der Schweiz auf Platz 21. Am erfolgreichsten war die Single in Österreich mit Platz 12.

### Carry You Home
Carry You Home, die dritte Single. erreichte in Deutschland Platz 43 und in Österreich Platz 50. In der Schweiz kam Carry You Home auf Platz 16.

## Kommerzieller Erfolg

### Chartplatzierungen
| ChartsChartplatzierungen       | Höchstplatzierung | Wochen |
| ------------------------------ | ----------------- | ------ |
| Deutschland (GfK)              | 1 (54 Wo.)        | 54     |
| Österreich (Ö3)                | 1 (57 Wo.)        | 57     |
| Schweiz (IFPI)                 | 1 (56 Wo.)        | 56     |
| Vereinigte Staaten (Billboard) | 7 (25 Wo.)        | 25     |
| Vereinigtes Königreich (OCC)   | 1 (36 Wo.)        | 36     |

| ChartsJahrescharts (2007)    | Platzierung |
| ---------------------------- | ----------- |
| Deutschland (GfK)            | 16          |
| Österreich (Ö3)              | 21          |
| Schweiz (IFPI)               | 2           |
| Vereinigtes Königreich (OCC) | 13          |

| ChartsJahrescharts (2008)    | Platzierung |
| ---------------------------- | ----------- |
| Deutschland (GfK)            | 21          |
| Österreich (Ö3)              | 24          |
| Schweiz (IFPI)               | 18          |
| Vereinigtes Königreich (OCC) | 82          |

### Auszeichnungen für Musikverkäufe
| Land/Region                  | Auszeichnungen für Musikverkäufe (Land/Region, Auszeichnung, Verkäufe) | Verkäufe    |
| ---------------------------- | ---------------------------------------------------------------------- | ----------- |
| Argentinien (CAPIF)          | Platin                                                                 | 40.000      |
| Australien (ARIA)            | Platin                                                                 | 70.000      |
| Belgien (BRMA)               | Platin                                                                 | 50.000      |
| Dänemark (IFPI)              | Platin                                                                 | 30.000      |
| Deutschland (BVMI)           | 5× Gold                                                                | 500.000     |
| Europa (IFPI)                | 2× Platin                                                              | (2.000.000) |
| Finnland (IFPI)              | —                                                                      | 12.492      |
| Frankreich (SNEP)            | Diamant                                                                | 750.000     |
| Griechenland (IFPI)          | Gold                                                                   | 7.500       |
| Irland (IRMA)                | 3× Platin                                                              | 45.000      |
| Italien (FIMI)               | Gold                                                                   | 25.000      |
| Japan (RIAJ)                 | Gold                                                                   | 100.000     |
| Kanada (MC)                  | 2× Platin                                                              | 200.000     |
| Neuseeland (RMNZ)            | Platin                                                                 | 15.000      |
| Niederlande (NVPI)           | Gold                                                                   | 35.000      |
| Österreich (IFPI)            | Platin                                                                 | 20.000      |
| Polen (ZPAV)                 | Gold                                                                   | 10.000      |
| Portugal (AFP)               | Gold                                                                   | 10.000      |
| Schweden (IFPI)              | Gold                                                                   | 20.000      |
| Schweiz (IFPI)               | 3× Platin                                                              | 90.000      |
| Vereinigte Staaten (RIAA)    | Gold                                                                   | 500.000     |
| Vereinigtes Königreich (BPI) | 3× Platin                                                              | 900.000     |
| Insgesamt                    | 9× Gold · 21× Platin · 1× Diamant ·                                    | 3.419.992   |

Hauptartikel: James Blunt/Auszeichnungen für Musikverkäufe